# A. Stelling
A. Stelling, nu Stelling A/S var en dansk farve-, lak- og fernisfabrik. I dag består virksomheden af enkelt detailforretninger med fokus på kunstnerartikler, tegne- og skriveartikler og papirvarer og indramning. Forretningerne ligger i i København og Aarhus.
Virksomheden blev grundlagt i 1860 som farvehandel på Gammeltorv 6 af H. Schønwandt (d. 1862). Efter grundlæggerens død overtoges forretningen af Anton Stelling (1836-1912), som i 1900 optog sine sønner, grosserer Walter Stelling (1869-1935) og dr.phil. Erwin Stelling (1870-1923), som kompagnoner. Samme år overtoges F.E. van der Aa Kühles lakfabrik, der blev begyndelsen til firmaets store fabrikskompleks på Valgårdsvej 2 i Valby, der blev opført med Christian Mandrup-Poulsen som arkitekt 1912-14. Nogle af disse bygninger eksisterer stadig.
Firmaet drev et detailudsalg i Arne Jacobsens kendte Stellings Hus, opført 1938 på Gammeltorv 6. I 1933 optog W. Stelling sin søn, Olaf Stelling (1909-1974), som kompagnon. Denne førte efter faderens død firmaet videre sammen med sin moder, fru Signe Stelling, indtil hendes død i 1947, hvorefter Olaf Stelling overtog virksomheden som eneindehaver. Dennes søn Christian Stelling, arbejdede ligeledes i forretningen, og drev den videre endnu nogle år efter Olafs død. Herefter blev virksomheden senere solgt, og Christian giftede sig med Ditte, og fik sønnen Torben Stelling.

Fabrikken lukkede i 1980'erne, det meste af grunden blev ryddet, og Toftegårds Plads opstod.